# Minato Mirai 21
Minato Mirai 21 (みなとみらい21?), deseori prescurtat Minato Mirai, este un cartier modern din Yokohama, Japonia.

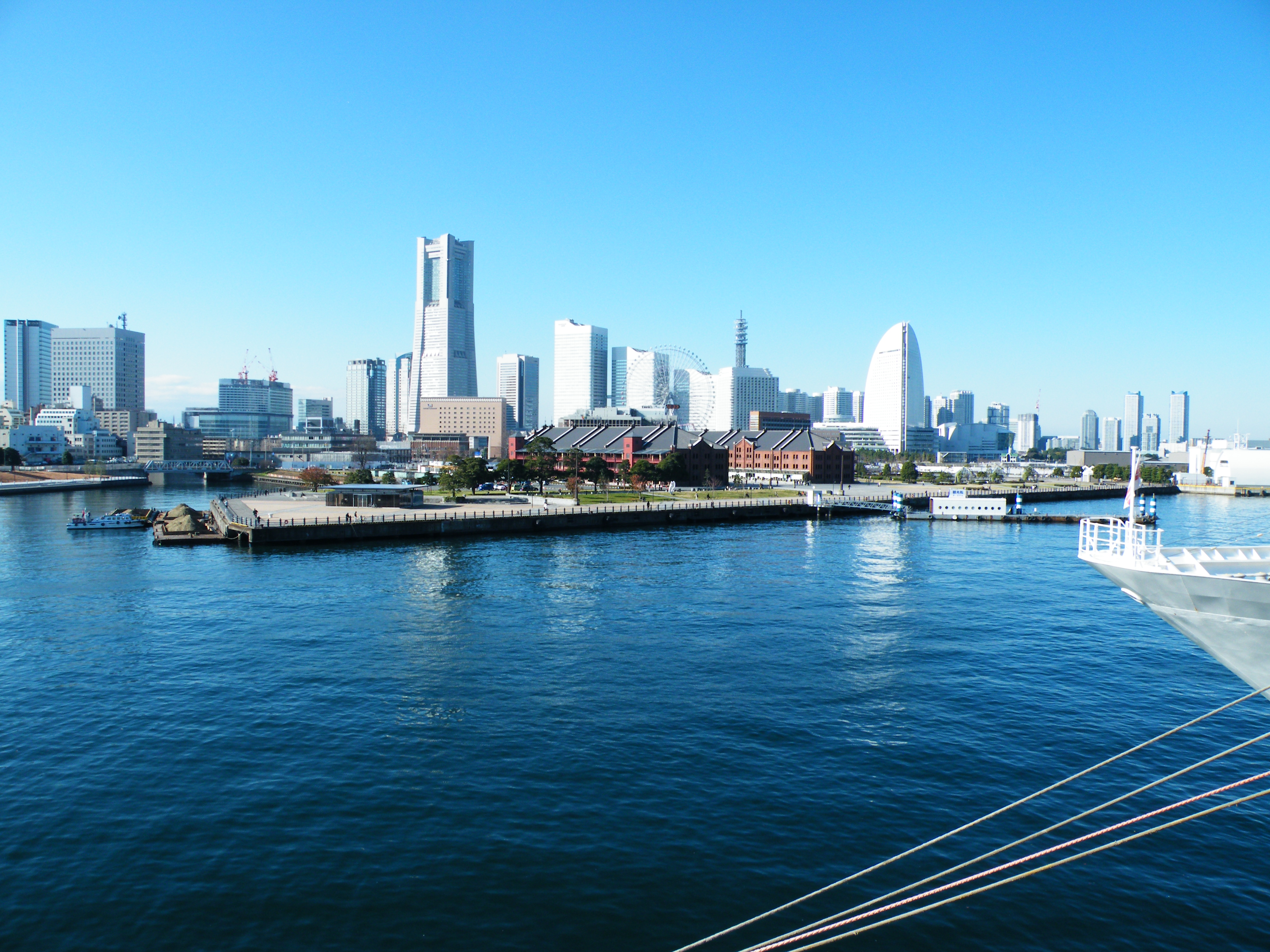
Minato Mirai 21

Numele, care înseamnă „Port viitor 21”, a fost selectat printr-o competiție publică. Construcția cartierului, care are o suprafață de 356.000 m², a început în 1983. Zona este portuară, terenul fiind în marea sa majoritate recuperat din mare prin umplere cu pământ.
Printre construcțiile mai importante din acest cartier se numără Yokohama Landmark Tower (cea mai înaltă clădire din Japonia), „Cosmo Clock” (cel mai mare ceas din lume: 112,5 m înălțime, 100 m diametru), centrul de congrese „Pacifico Yokohama”, Hotelul Intercontinental, parcul de distracții „Cosmo World”, bricul „Nippon Maru”, Parcul Rinko și Muzeul de artă Yokohama.
Minato Mirai este una din puținele locuri din zona Tokyo-Yokohama unde marea este accesibilă, accesul nefiind blocat de industrie sau zonă portuară.

## Galerie

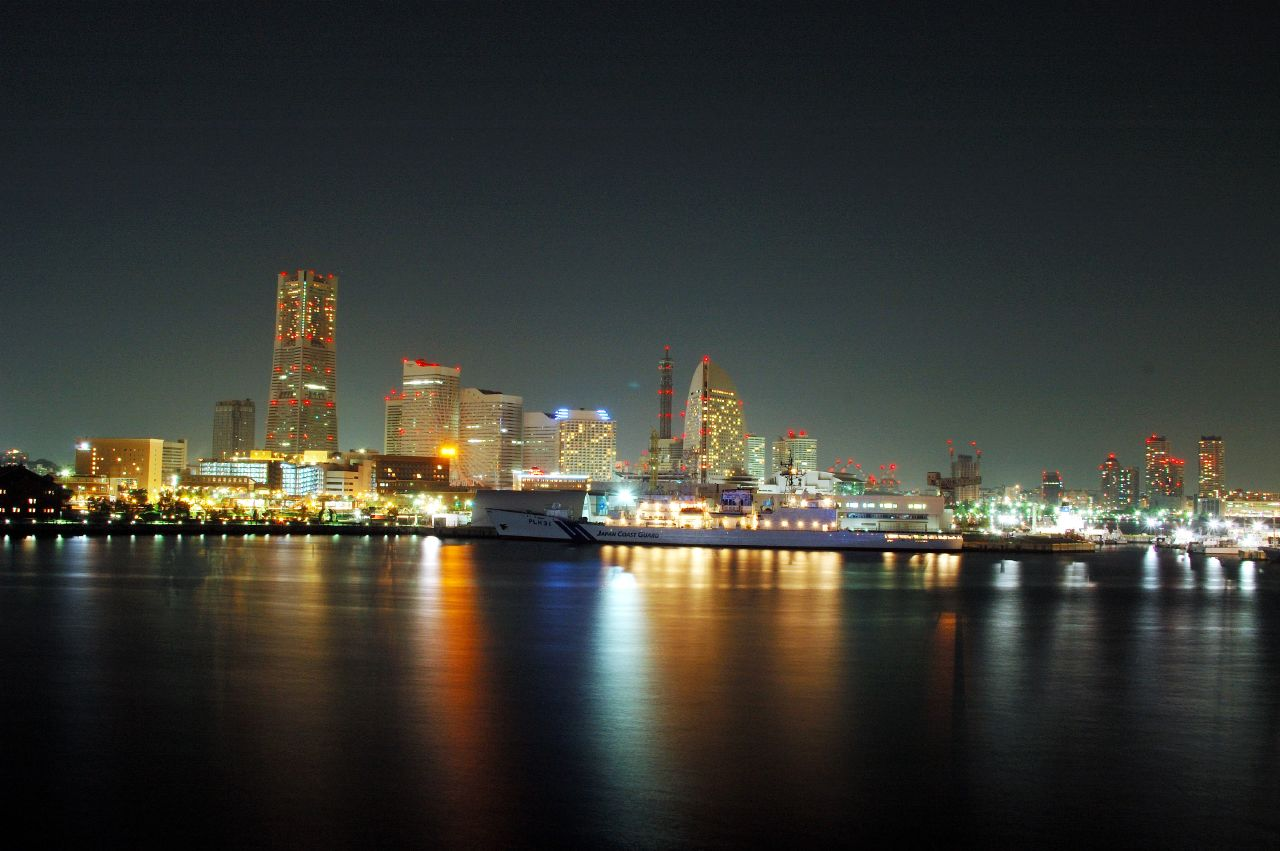
Minato Mirai seara
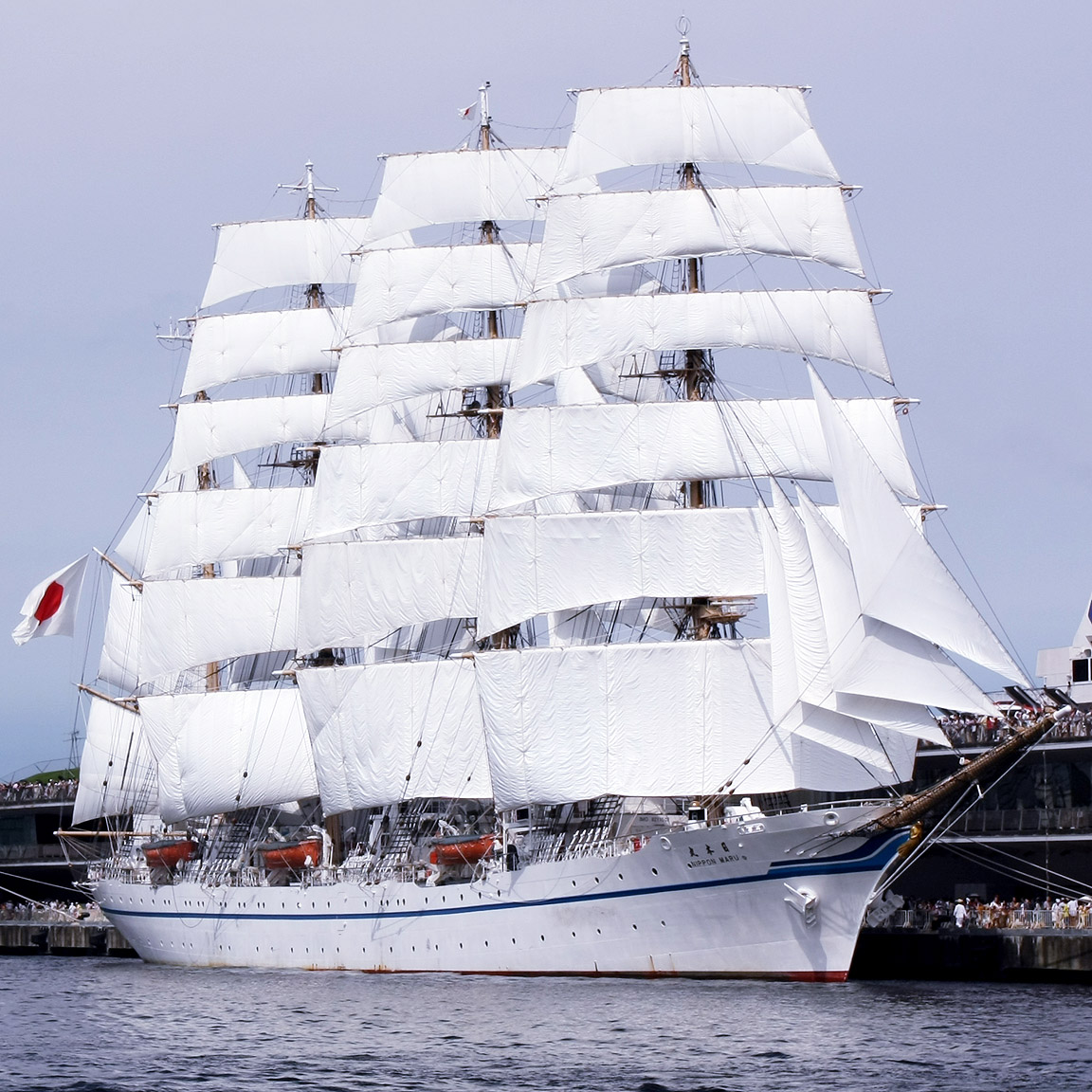
Bricul „Nippon Maru”
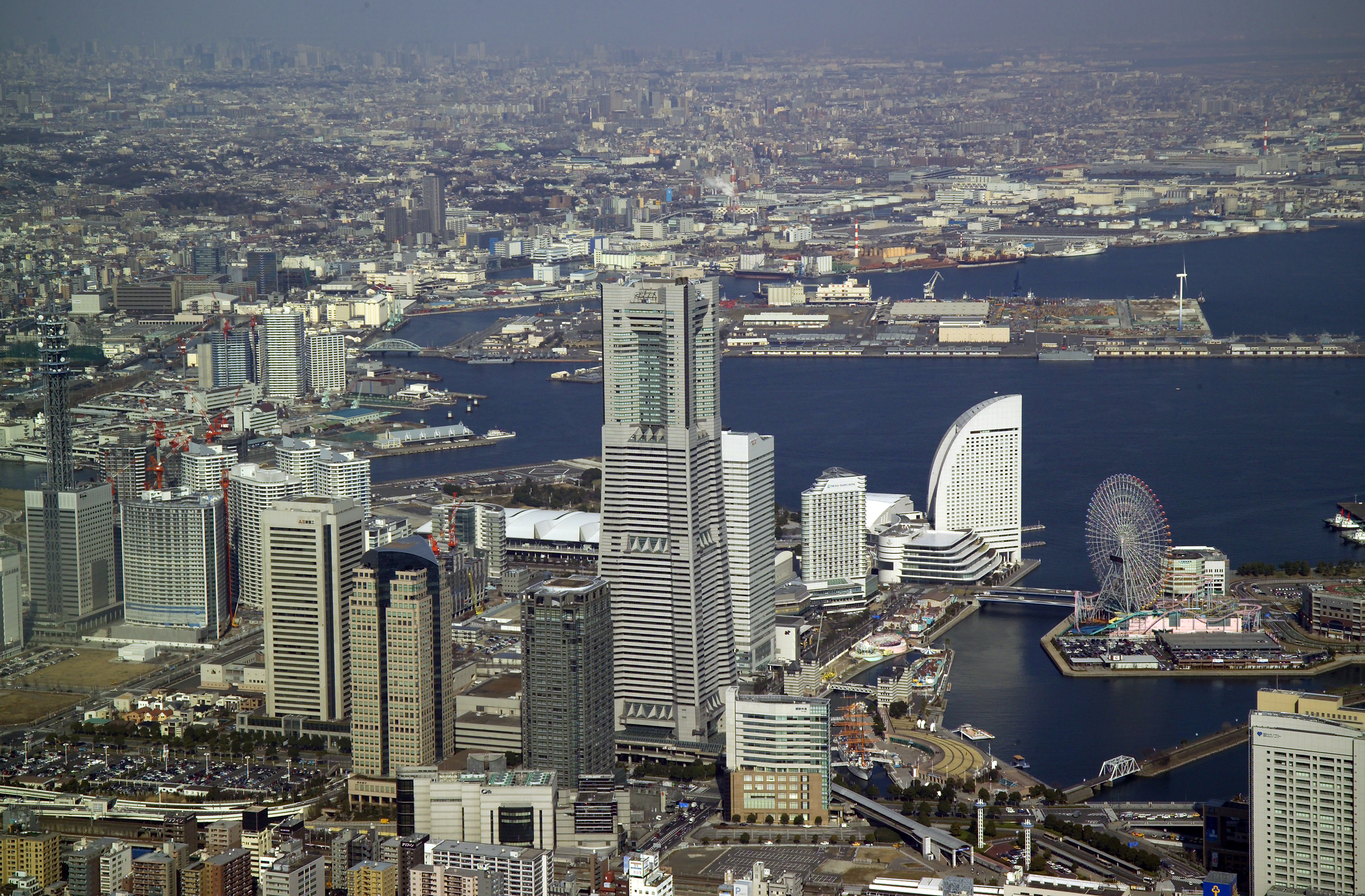
Yokohama cu Minato Mirai 21 în prim-plan